# Chiesa di San Vincenzo (Porpetto)
La chiesa di San Vincenzo è la parrocchiale di Porpetto, in provincia ed arcidiocesi di Udine; fa parte della forania della Bassa Friulana.

## Storia
Già in epoca medievale Porpetto era sede di una pieve che aveva come filiali le cappelle di Castello, Corgnolo, Malisana, Torre di Zuino, San Giorgio di Nogaro, Villanova e Zellina.
L’antica Chiesa fu consacrata, ai Santi Vincenzo ed Anastasio, il 30 marzo 1753, dall’Arcivescovo di Gorizia mons. Carlo Michele Conte d’Attems, alla cui Arcidiocesi la Pieve di Porpetto appartenne dalla soppressione del Patriarcato di Aquileia (1751) al 1818, quando passò all’Arcidiocesi di Udine.
L’attuale Chiesa parrocchiale sorge nel luogo medesimo dell’antica, ma in proporzioni assai più vaste. Fu ultimata e aperta al culto nel 1765: questo edificio fu tuttavia distrutto pochi mesi dopo da un incendio.
Si decise, allora, di riedificarla e l'incarico venne affidato al capomastro Sebastiano Lotti, che progettò una grande chiesa a tre navate. Il progetto originario dovette essere, però, ridimensionato a causa delle ingenti spese.
La nuova parrocchiale venne consacrata nel 1909.

## Interno
All'interno la chiesa presenta un'aula con soffitto a botte ribassato ad angoli concavi, con quattro unghioni a contenere le parti finestrate, decorato al centro da un dipinto in cornice, rappresentante Sant'Anastasio arrestato, al cospetto dei suoi aguzzini. 
Sul fondo si trova l'altare maggiore, costruito con marmi di vari colori del XVIII secolo ed impreziosito da statue laterali rappresentanti San Vincenzo di Saragozza (Diacono martire † 304 d.C.) e Sant'Anastasio di Persia (morto decapitato nel † 628 d.C.), rispettivamente a sinistra a destra dell'altare maggiore, così collocati a rappresentare con le loro origini (spagnola e persiana) l'estensione del credo cristiano, rispettivamente a destra e a sinistra della chiesa auquileiese. 
Le statue sono opere firmate da L. Zuliani, ossia Zuliani Francesco detto il Lessano, scultore nato a Gradisca d'Isonzo nel 1709. 
Vi è anche una pala, anch'essa del Settecento, dipinta da Antonio Balestra e raffigurante i Sette santi fondatori dell'Ordine dei Servi di Maria.